# Кагуку (Гаваї)
Кагуку (англ. Kahuku) — переписна місцевість (CDP) в США, в окрузі Гонолулу штату Гаваї. Населення — 2852 особи (2020).

## Географія
Кагуку розташований за координатами 21°40′44″ пн. ш. 157°56′35″ зх. д. / 21.67889° пн. ш. 157.94306° зх. д. (21.679017, -157.943017).  За даними Бюро перепису населення США в 2010 році переписна місцевість мала площу 5,97 км², з яких 2,49 км² — суходіл та 3,48 км² — водойми.

## Демографія
Згідно з переписом 2010 року, у переписній місцевості мешкало 2614 осіб у 622 домогосподарствах у складі 495 родин. Густота населення становила 438 осіб/км².  Було 637 помешкань (107/км²).
Расовий склад населення:
| - 34,0 % — вихідців з тихоокеанських островів - 25,3 % — азіатів - 8,6 % — білих - 0,4 % — чорних або афроамериканців - 0,1 % — корінних американців |

До двох чи більше рас належало 31,5 %. Частка іспаномовних становила 6,7 % від усіх жителів.
За віковим діапазоном населення розподілялося таким чином: 32,2 % — особи молодші 18 років, 56,7 % — особи у віці 18—64 років, 11,1 % — особи у віці 65 років та старші. Медіана віку мешканця становила 30,1 року. На 100 осіб жіночої статі у переписній місцевості припадало 99,4 чоловіків;  на 100 жінок у віці від 18 років та старших — 90,6 чоловіків також старших 18 років.
Середній дохід на одне домашнє господарство  становив 94 838 доларів США (медіана — 74 167), а середній дохід на одну сім'ю — 103 539 доларів (медіана — 84 323). Медіана доходів становила 38 576 доларів для чоловіків та 35 208 доларів для жінок. За межею бідності перебувало 15,3 % осіб, у тому числі 25,1 % дітей у віці до 18 років та 12,5 % осіб у віці 65 років та старших.
Цивільне працевлаштоване населення становило 1047 осіб. Основні галузі зайнятості: освіта, охорона здоров'я та соціальна допомога — 25,8 %, мистецтво, розваги та відпочинок — 20,6 %, будівництво — 12,3 %, роздрібна торгівля — 9,9 %.